# خيال أكشن
الخيال الأكشن أو الخيال الحركي هو النوع الأدبي الذي يشمل روايات التجسس وقصص المغامرات وحكايات الرعب والمكائد والألغاز. يستخدم هذا النوع من القصص للتشويق، التوتر الذي يتراكم عندما يرغب القارئ في معرفة كيف سيتم حل الصراع بين البطل والخصم أو ما هو حل لغز القصة المثيرة.

## نوع الخيال
الخيال الأكشن هو شكل من أشكال الخيال الأدبي الذي يتميز موضوعه بالتركيز على تسلسلات الحركة المثيرة. يرتبط خيال الأكشن بأشكال أخرى من الخيال، بما في ذلك أفلام الأكشن وألعاب الأكشن والوسائط المماثلة في تنسيقات أخرى مثل المانجا والأنمي. وهي تتضمن حركة فنون الدفاع عن النفس، والحركة الرياضية المتطرفة، ومطاردات السيارات والمركبات، والحركة المشوقة، وكوميديا الحركة، حيث يركز كل منها بمزيد من التفاصيل على نوع ونكهة الحركة.